# Gomboc
Gomboc [gómboc] je 141. najpogostejši priimek v Sloveniji, ki ga je po podatkih Statističnega urad Republike Slovenije na dan 31. decembra 2007 uporabljalo 1098 oseb. Je zelo pogost v Prekmurju, predvsem na Goričkem.

## Znani nosilci priimka
- Adrian Gomboc (*1995), judoist
- Andreja Gomboc (*1969), astrofizičarka, univerzitetna profesorica
- Jožef Gomboc (1944-2017), župnik v Radljah ob Dravi
- Katarina Gomboc Čeh (*1993), pesnica, pisateljica, jezikoslovka
- Marsel Gomboc (*1966), novinar, kulturni delavec
- Mateja Gomboc (*1964), pisateljica, prevajalka, slovenistka (piska učbenikov)
- Stanislav Gomboc, entomolog